# Han Juzi
Han Juzi (? - septembre 200), général sous Yuan Shao. À titre d’Inspecteur de l’Armée, il assista Chunyu Qiong dans la protection du dépôt de grain de Wuchao en l’an 200. Toutefois, le dépôt fut complètement brûlé par une ruse de Xu You, et il fut tué dans la mêler. 